# Санкт Анен (Дитмаршен)
Санкт Анен (њем. Sankt Annen) општина је у њемачкој савезној држави Шлезвиг-Холштајн. Једно је од 115 општинских средишта округа Дитмаршен. Према процјени из 2010. у општини је живјело 340 становника. Посједује регионалну шифру (AGS) 1051096.

## Географски и демографски подаци
Санкт Анен се налази у савезној држави Шлезвиг-Холштајн у округу Дитмаршен. Општина се налази на надморској висини од 4 метра. Површина општине износи 14,9 km². У самом мјесту је, према процјени из 2010. године, живјело 340 становника. Просјечна густина становништва износи 23 становника/km².